# 태국 사회발전인간안전부
사회발전인간안전부(태국어: กระทรวงการพัฒนาสังคมและความมั่นคงของมนุษย์)는 태국 정부 기관으로 사회 발전과 인간 안전의 감독을 담당하고 있다.

## 제작
사회발전인간안전부는 탁신 친나왓 총리 시절인 2003년 정부기관 구조조정법에 의해 만들어진 태국 정부 부처다.

## 조직

### 국
- 장관실
- 차관실
- 사회발전복지국(태국어: กรมพัฒนาสังคมและสวัสดิการ)[3]
- 여성가족제도국(태국어: กรมกิจการสตรีและสถาบันครอบครัว)
- 아동청소년국(태국어: กรมกิจการเด็กและเยาวชน)
- 노인국(태국어: กรมกิจการผู้สูงอายุ)
- 장애인삶의질발전진흥국(태국어: กรมส่งเสริมและพัฒนาคุณภาพชีวิตคนพิการ)

### 공공 기관
- 공동체조직개발원(태국어: สถาบันพัฒนาองค์กรชุมชน)

## 같이 보기
- 태국의 정부부처